# Walter Rice
Sir Walter Rice (* um 1560 oder um 1562; † nach November 1635, nach anderen Angaben bereits 1611) war ein walisischer Adliger und Politiker. 

## Leben
Rice entstammte der walisischen Familie Rhys und war der älteste Sohn von Griffith Rice und dessen Frau Elinor, einer Tochter von Sir Thomas Jones aus Abermarlais. Er heiratete 1578 Elizabeth, die älteste Tochter von Sir Edward Mansel von Margam Abbey. Nach dem Tod seines Vaters erbte er 1584 dessen Besitzungen. Ab 1583 war er Friedensrichter und von 1585 bis 1586 Sheriff von Carmarthenshire. Unterstützt durch seinen Schwiegervater Edward Mansel wurde Rice als Nachfolger seines Schwagers Walter Vaughan 1584 Knight of the Shire für Carmarthenshire im House of Commons, kandidierte jedoch im folgenden Jahr nicht wieder. Er versuchte wie sein Vater, weitere Besitzungen seiner Familie zurückzuerlangen, die 1531 nach der Verurteilung seines Großvaters Rhys ap Gruffydd als Verräter beschlagnahmt worden waren. 1605 beauftragte er den Dichter Twm Sion Cati, ein Loblied auf seine Familie zu schreiben. Rice Bemühungen zur Rückerlangung der Besitzungen seiner Familie waren nicht alle erfolgreich, doch 1594 verpachtete ihm Königin Elisabeth I. als Dank für nicht näher benannte Dienste Besitzungen in Pembrokeshire und Carmarthenshire für die Dauer von 41 Jahren. 1601 half er bei den Untersuchungen, die die Umstände der Verschwörung des in Südwestwales reich begüterten Robert Devereux, 2. Earl of Essex aufdecken sollten. Zwischen den Familien und Rhys bestand schon seit der Zeit seines Großvaters eine Feindschaft, und diese Gegnerschaft begünstigte Rice Wahl zum Parlamentsabgeordneten für Carmarthen im selben Jahr. Bei der Parlamentswahl 1604 wurde er bestätigt, was er sicher auch seinem Neffen Sir John Vaughan zu verdanken hat, der zu dieser Zeit Bürgermeister von Carmarthen war. Seine parlamentarische Immunität schützte ihn dazu vor seinen Gläubigern, bei denen er wegen seines aufwändigen Lebensstils hoch verschuldet war.
Unter König Jakob I. gehörte er ab 1603 als Esquire of the Body zum Haushalt des Königs und wurde am 23. Juli 1603 zum Ritter geschlagen. Als Abgeordneter im House of Commons ist nur überliefert, dass er sich für Vergünstigungen für Weinhändler einsetzte, da Carmarthen zu dieser Zeit ein Hauptimporthafen für Wein in Südwales war. 1610 wurde er zu einem Bußgeld verurteilt, da er wiederholt einer Vorladung zum Besuch des Parlaments nicht nachgekommen war. Wegen seiner Schulden verlor 1607 sein Amt als Friedensrichter. Bei der Parlamentswahl 1614 kandidierte er nicht erneut. 
Bereits 1612 übertrug er seine Besitzungen in Pembrokeshire seinem ältesten Sohn Henry, der dafür für die Schulden seines Vaters mit aufkommen musste, die zu dieser Zeit über £ 2500 betrugen. Anfang der 1620er Jahre mussten sein Schwiegersohn Thomas Button und sein Schwager Robert Mansell für weitere Schulden von ihm bürgen. Große Teile seines Besitzes wurden um diese Zeit von Francis Mansel aus Muddlescombe, einem anderen Schwager von ihm, verwaltet, dem Rice über £ 2000 schuldete. Die Schulden führten schließlich zu einem langjährigen Streit mit seinem ältesten Sohn Henry Rice.

## Nachkommen
Mit seiner Frau Elizabeth hatte er mehrere Kinder, darunter:
- Henry
- Walter
- Mary ⚭ Thomas Button